# Pusztai Noémi
Pusztai Noémi (Budapest, 1969. április 10. -) modell, manöken, oktató.

## Élete
Az 1980-as évek ismert manökenje. Édesanyja biológus, nevelőapja újságíró. Érettségije után elvégezte az Átváltoztatjuk Szalon és a WINKOM Kft. Felsőfokú Fotómodell- és Manökeniskolát.
Ezt követően folyamatosan kapott felkéréseket fotózásokra, divatbemutatókra, reklámfilmekre. Vámos Magda meghívta az Magyar Divat Intézetbe, s pár nap múlva már ismert manökenek társaságában léphetett a kifutóra. Ettől kezdve egyenes volt az útja a siker felé.
Bejárt sok országot, képviselve Magyarországot, például Párizs, Tokió vagy Milánóban, nem csak divatbemutatókon, de fotómodellként is dolgozott, ismertté vált. 1991 nyarán jött vissza Japánból, utána 1992-ben kezdte foglalkoztatni a Komlósi Oktatási Stúdió - az első magyarországi magán-médiaiskola volt - ahol sokáig tanított, és Geszler Dorottya iskolájában is, színpadi mozgást.  
Koreográfiákat készített bemutatókra, gyerekeknek, felnőtteknek egyaránt. 
Fotói naptárakban, reklámkiadványokban, valamint a  magazinok címlapjain jelentek meg, például Ez a Divat. 
Az 1990-es évek óta verseket ír, saját oldala van a Facebook közösségi média felületén.